# لیندرت هاسنبوش
لیندرت هاسنبوش (هلندی: Leendert Hasenbosch؛ ح. ۱۶۹۵ – احتمالا اواخر ۱۷۲۴) کارمند هلندی کمپانی هند شرقی هلند بود که به عنوان تنبیه به ارتکاب لواط، در جزیره اسنشن که در آن زمان خالی از سکنه بود، به حال خود رها شد. او تا هنگام مرگ احتمالی، خاطرات روزانه خود را می‌نوشت. امروزه سرنوشت هاسنبوش به عنوان نمونه‌ای از رنج‌های جامعه ال‌جی‌بی‌تی شناخته می‌شود.

## آغاز زندگی
لیندرت هاسنبوش که حدود سال ۱۶۹۵ در لاهه هلند زاده شد، تنها پسر یوهانس هاسنبوش و ماریا فان برگنده بود. پس از مرگ مادر لبندرت در نوجوانی او، پدر این خانواده به همراه سه دختر خود به باتاویا (جاکارتای امروزی) کوچ کرد. اما لیندرت در هلند باقی ماند.

## کمپانی هند شرقی هلند
او در ۱۸ ‌سالگی به کمپانی هند شرقی هلند پیوست. او در آغاز به‌عنوان سرباز وارد این شرکت شد و سپس به جایگاه دفتردار ارتقا پیدا کرد. شرایط کار در کمپانی هند شرقی هلند سخت و طاقت‌فرسا بود. هاسنبوش برای نزدیک به ده سال در پست‌های مختلف در این شرکت در باتاویا و کوچین (کوچی امروزی) خدمت کرد. سپس در اکتبر ۱۷۲۴ به دلایل نامعلومی راهی هلند شد. اما هرگز به مقصد نرسید.

## تنها سپاری در جزیره اسنشن
در هنگام بازگشت از هند شرقی هلند به هلند، لیندرت هاسنبوش در کشتی به رابطه جنسی با هم‌جنس متهم شد. در آن هنگام لواط یک گناه بزرگ انگاشته می‌شد و کمپانی هند شرقی هلند معمولاً چنین افرادی را اعدام می‌کرد. اما هاسنبوش را به تبعید و رهاسازی در جزیره محکوم کردند. بنابراین در ۵ مه ۱۷۲۵ او را با یک چادر، کتاب مقدس، چند دانه بذر و بشکه‌ای نیمه‌پر از آب در جزیره اسنشن رها کردند.
در دفتر حقوق کارکنان این کمپانی هند شرقی هلند نوشته: «در ۱۷ آوریل ۱۷۲۵ در کشتی پراتنبورگ، به‌عنوان فردی خبیث، به تبعید در جزیره اسنشن یا نقطه‌ای دیگر محکوم شد، با توقیف حقوق باقی‌مانده‌اش.»
در نخستین ماه، او سراسر جزیره را برای یافتن آب شیرین جست‌وجو کرد و برای نجات دعا خواند. تنهایی به‌زودی بر هاسنبوش چیره شد. او تلاش کرد پرنده‌ای را رام کند تا همدم او باشد، اما پرنده مرد. وی تلاش کرد پیاز و نخود بکارد، اما خاک جزیره محصولی به بار نداد. تا ژوئن آن سال، هاسنبوش دچار احساس گناه شده و توهم دیدن ارواح را پیدا کرده بود. او نوشته بود یکی از این ارواح «مردی بوده که زمانی می‌شناختم» و «مدتی کنارم ماند.» (هنوز مشخص نیست که این جملات واقعاً نوشته خود او بودند یا بعدها برای افزودن بار عاطفی، توسط ویراستاران انگلیسی اضافه شدند.)
با خشک شدن تنها منبع طبیعی آب جزیره، توان جسمی هاسنبوش کاهش یافت. او تلاش بزهای جزیره را شکار کند اما نتوانست. از سوی دیگر موش‌ها محصولات اندک او را خوردند. هاسنبوش در تلاش برای زنده ماندن نوشت :«۲۲ اوت: لاک‌پشت بزرگی گرفتم و از خون او نوشیدم... ادرار خودم را نوشیدم.» او در آخرین نوشته دفتر خاطرات خود در ۱۴ اکتبر ۱۷۲۵ نوشته: «مانند قبل زندگی می‌کنم.»

## میراث
در ژانویه ۱۷۲۶ هنگامیکه گروهی از دریانوردان بریتانیایی وارد جزیره اسنشن شدند به چادر بدوی هاسنبوش برخوردند. آن‌ها در این چادر دفتر خاطرات او را پیدا کردند. اما هیچ نشانی از وی نیافتند. دریانوردان بریتانیایی این دفترچه را با خود به انگلستان بردند. بعدها این دفترچه بدون نام هاسنبوش در چند نسخه منتشر شد تا او را به شخصیتی بی‌نام و نشان برای هشدار عمومی تبدیل کنند.
در دهه ۱۹۹۰ (میلادی) میشیل کولبرگن، تاریخ‌نگار هلندی، در موزه ملی دریانوردی هلند به جزوه‌ای به زبان انگلیسی با عنوان «روایت مستند» برخورد کرد که شرح حال هاسنبوش را توضیح می‌داد. او با جست‌وجوی بیشتر، سوابق کاری هاسنبوش را در اسناد کمپانی هند شرقی هلند یافت و در سال ۲۰۰۲ این یافته‌ها را در کتابی به نام رابینسون کروزوئه هلندی منتشر کرد. در سال ۲۰۰۵ الکس ریتسِما نویسنده و تاریخ‌نگار و شیفته تاریخ جزایر در کتابخانه‌ای در دویینتر به کتاب کولبرگن برخورد. او در سال ۲۰۱۱ با انتشار کتابی به نام یک تبعیدی هلندی در جزیره اسنشن داستان فراموش‌شده هاسنبوش را به زبان انگلیسی بازگرداند. او کتاب خود را به «دو مرد هلندی که زود از دنیا رفتند، لیندرت و میشیل» تقدیم کرد.
انتشار کتاب‌های میشیل کولبرگن و الکس ریتسِما باعث گسترش احساس همدردی با افراد ال‌جی‌بی‌تی شد.